# New Play Control!
A New Play Control! (Ｗｉｉであそぶセレクション; Hepburn: Wii de Aszobu Selection) Wii-re portolt GameCube játékok sorozata a Nintendótól. A New Play Control! játéksorozat tartalmaz számos fejlesztést, legnevezetesebben a Wii egyedi mozgásérzékelős irányítását a Wii Remote-tal és Nunchukkal, valamint a szélesvásznú képernyő támogatását és a feljavított grafikát.

## Háttér
A Nintendo a Wii de Asobu Selection címek sorozatát Japánnak először egy prezentációban jelentette be 2008. október 2-án, megerősítve, hogy a  Pikmin  és a  Donkey Kong Jungle Beat az év végén jönnének ki, miközben Nintendo of Europe egyik szóvivője napokkal később megerősítette, hogy a sorozat Európában is el fog indulni. Japánban a Pikmint és a Donkey Kong Jungle Beatet 2008 decemberében adták ki, és a következő évben követte a Mario Tennis GC, a Pikmin 2, a Chibi-Robo! és a Metroid Prime 2: Dark Echoes. Ugyanebben az évben indult el a New Play Control! Európában, Észak-Amerikában és Ausztráliában, habár nem mindegyik játék jött ki világszerte: a Pikmin 2-t 2012 júniusában adták ki Észak-Amerikában, ugyanis Nintendo Selects címként jött ki New Play Control! cím helyett; míg a Chibi-Robo!-t sosem adták ki Japánon kívül.

## Változtatások
A Pikminben és a Pikmin 2-ben a játékosok használhatnak a „célzás és kattintás”t a Wii Remote által, hogy a kontroller használatával dobni lehessen vagy fütyöléssel hívni a Pikmineket. A Mario Power Tennis átveszi a Wii Sports a lengő mozgásait a teniszütésekhez, de szintén lehetséges mozgatni a karaktert, ha a Nunchuk hozzá van csatolva a kontrollerhez. A Metroid Prime és a Metroid Prime 2: Echoes a Metroid Prime 3: Corruptionben bemutatkozott irányítást használja. Az irányítási rendszer prototípusát már bemutatták a Metroid Prime 2 technikai demo változatában, amit a Wii Remote bejelentésekor mutattak be.
Más változásokat is beleraktak a játékokba a frissített irányításon és a feljavított grafikákon kívül. A Donkey Kong Jungle Beatbe új pályák és módosított pályadizájnok kerültek bele, hogy a játéknak hagyományosabb platformerező érzése legyen. A Pikminben a játékosok visszatekerhetik mentéseiket egy korábbi napra, törölve a mentési fájl legújabb részét, habár ez nem került bele a Pikmin 2-be. A Metroid Prime-ba és a Metroid Prime 2: Echoesba belekerültek a Metroid Prime 3: Corruption újításai, mint az eredményrendszer, a kinyitható tartalmak és a képesség, hogy képeket lehessen venni a játékból.
 

## Kiadás
Négy játékot – Donkey Kong Jungle Beat, Mario Power Tennis, Pikmin és a Pikmin 2 – mindenütt kiadtak New Play Control! címekként, habár a Pikmin 2-t nem adták ki Észak-Amerikában a sorozat részeként, ami három évvel a sorozat legtöbb játéka után lett kiadva. A két Metroid Prime játékot a Metroid Prime 3: Corruptionnel együtt adták ki a Metroid Prime: Trilogy című összeállításban, amit 2009-ben adták ki, korlátozott példányszámban, ugyanis röviddel kiadása után kivonták a forgalomból. A Pikmin 2-t nem adták ki Észak-Amerikában 2012 júniusáig, amikor ezt és a Mario Power Tennist a Nintendo Selects részeként adták ki; ezen a változatoknak nem volt kifordítható borítójuk, vagy New Play Control! címkéjük, hanem klasszikus Nintendo GameCube játékok Wii-re felújított változataként reklámozták őket.
A New Play Control! sorozat mindegyik játéka tartalmaz egy standard borítóképet, elmagyarázza a sorozat előtételét, valamint a játéknak az eredeti GameCube-os borítóképét. Mindegyik játéknak a borítóképét ki lehet fordítani; a borító másik oldalán látszik a játék eredeti borítója a New Play Control! címke nélkül, kivéve a játék logóján.
Miután a Wii U-nak a Nintendo eShopjában elkezdtek megjelenni a Wii játékok 2015 januárjától, több játékot kiadtak a platformon a New Play Control! címke nélkül. Először a Metroid Prime: Trilogyt adták ki Európában és Észak-Amerikában 2015 januárjában; majd a következő évben követte a Donkey Kong Jungle Beat, a Pikmin és a Pikmin 2.

## Játékok
| Játék                   | Japán              | Európa              | Észak-Amerika       | Ausztrália        |
| ----------------------- | ------------------ | ------------------- | ------------------- | ----------------- |
| Chibi-Robo!             | 2009. június 11.   | Nem jelent meg      | Nem jelent meg      | Nem jelent meg    |
| Donkey Kong Jungle Beat | 2008. december 11. | 2009. június 5.     | 2009. május 4.      | 2009. június 18.  |
| Mario Power Tennis      | 2009. január 15.   | 2009. március 6.    | 2009. március 9.    | 2009. március 26. |
| Metroid Prime           | 2009. február 19.  | 2009. szeptember 4. | 2009. augusztus 24. | 2009. október 15. |
| Metroid Prime 2: Echoes | 2009. június 11.   | 2009. szeptember 4. | 2009. augusztus 24. | 2009. október 15. |
| Pikmin                  | 2008. december 25. | 2009. február 6.    | 2009. március 9.    | 2009. február 26. |
| Pikmin 2                | 2009. március 12.  | 2009. április 24.   | 2012. június 10.    | 2009. május 14.   |

1. ↑  Szintén kiadták Nintendo Selects címként Európában és Észak-Amerikában.
2. 1 2  Japánon kívül kizárólag a Metroid Prime: Trilogy részeként jött ki, és nem lehet külön megvenni.
3. ↑  Észak-Amerikában csak Nintendo Selects címként jelent meg

## Fordítás
- Ez a szócikk részben vagy egészben  a   New Play Control! című angol Wikipédia-szócikk fordításán alapul.  Az eredeti cikk szerkesztőit annak laptörténete sorolja fel. Ez a jelzés csupán a megfogalmazás eredetét és a szerzői jogokat jelzi, nem szolgál a cikkben szereplő információk forrásmegjelöléseként.